# Ламеко Володимир Іванович
Володимир Іванович Ламеко — білоруський каратист, тренер і суддя стилю шотокан-карате. Неодноразовий чемпіон світу, Європи та Кубків міжнародного рівня в категорії «ката». Очолює спортивний клуб «Фудошин» у місті Зельва. Член правління Білоруської федерації шотокан-карате-до (BFSK), має ранг 2-й дан.

## Біографія
Народився у місті Зельва, Гродненська область, Білорусь. Працює диспетчером Зельвенського районного електричних мереж (РЕС). Паралельно займається тренерською та суддівською діяльністю у сфері шотокан-карате.

## Спортивна та тренерська діяльність
- Керівник спортивного клубу карате «Фудошин» (Зельва).
- Суддя національної категорії, національний рефері з шотокан-карате.
- Член правління Білоруської федерації шотокан-карате-до.
- Ранг: 2-й дан.

## Досягнення
- Двічі чемпіон світу зі шотокан-карате (Карлові Вари, Чехія, 2019).
- Чемпіон світу — 2 золоті та 1 бронзова медаль на 15-му Чемпіонаті світу з карате (Ташкент, 2024).
- Призер чемпіонату Європи (Ліньяно-Сабб’ядоро, Італія, 2025): 2 золоті та 1 бронзова медаль.
- Чемпіон Кубка Євразії (Стерлітамак, Башкортостан, 2024).
- Чемпіон Кубка Білорусі серед ветеранів у розділі «ката» (2024).
- Учасник Республіканського турніру «Tiger Cubs of Zelva» (2020).

## Відзнаки
- Почесні грамоти профспілок та спортивних організацій Білорусі.